# Курегово (Глазовский район)
 Куре́гово  — деревня в Глазовском районе Удмуртии, административный центр сельского поселения Куреговское.

## География
Находится на расстоянии примерно 24 км на восток-северо-восток по прямой от центра района города Глазов. 

## История
Известна с 1873 года как починок Куреговский, где дворов 8 и жителей 91, в 1905 (деревня Куреговская) 23 и 233, в 1924 (Курегово) 31 и 299 (все удмурты). По другим данным известна с 1810 года. Работал колхоз «Динамо».

## Население
Постоянное население  составляло 487 человек (удмурты 68%, русские 28%) в 2002 году, 428 в 2012.